# Saison 2016 des Phillies de Philadelphie
La saison 2016 des Phillies de Philadelphie est la 134e saison en Ligue majeure de baseball pour cette franchise.

## Contexte
La glissade des Phillies, amorcée quelques années plus tôt après une longue période de succès, se poursuit en 2015. L'équipe décroche le premier choix du prochain repêchage amateur en vertu du pire bilan de l'année dans le baseball majeur. Avec une fiche de 63 succès contre 99 défaites, les Phillies encaissent 10 revers de plus qu'en 2014 et ne parviennent pas à gagner plus de matchs qu'ils n'en perdent pour une 4e année de suite. En cours de saison, le gérant Ryne Sandberg démissionne et est remplacé par Pete Mackanin.

## Intersaison
Les Phillies entament 2016 avec un nouveau directeur général : Matt Klentak, engagé le 26 octobre 2015, quelques semaines après le congédiement de son prédécesseur Rubén Amaro, Jr.

## Calendrier pré-saison
L'entraînement de printemps 2016 des Phillies se déroule du 28 février au 2 avril.

## Saison régulière
La saison régulière de 162 matchs des Phillies débute le 4 avril par une visite aux Reds de Cincinnati et se termine le 2 octobre suivant. Le premier match local au Citizens Bank Park de Philadelphie oppose les Phillies aux Padres de San Diego le 11 avril.

### Classement
| Ligue nationale division Est | V  | D  | %    | Diff. | Diff. (séries) |
| ---------------------------- | -- | -- | ---- | ----- | -------------- |
| Nationals de Washington      | 95 | 67 | ,586 | -     | -              |
| Mets de New York             | 87 | 75 | ,537 | 8     | -              |
| Marlins de Miami             | 79 | 82 | ,491 | 15½   | 7½             |
| Phillies de Philadelphie     | 71 | 91 | ,438 | 24    | 16             |
| Braves d'Atlanta             | 68 | 93 | ,422 | 26½   | 18½            |

## Affiliations en ligues mineures
| Niveau            | Équipe                       | Ligue                    |
| ----------------- | ---------------------------- | ------------------------ |
| AAA               | IronPigs de Lehigh Valley    | Ligue internationale     |
| AA                | Fightin Phils de Reading     | Eastern League           |
| A-Advanced        | Threshers de Clearwater      | Florida State League     |
| A                 | BlueClaws de Lakewood        | South Atlantic League    |
| A (saison courte) | Crosscutters de Williamsport | New York - Penn League   |
| Ligue des recrues | GCL Phillies                 | Gulf Coast League        |
| Ligue des recrues | DSL Phillies                 | Dominican Summer League  |
| Ligue des recrues | VSL Phillies                 | Venezuelan Summer League |